# Cuba op de Olympische Zomerspelen 1900
Cuba nam deel aan de Olympische Zomerspelen 1900 in Parijs, Frankrijk. Het werd vertegenwoordigd door de schermer Ramón Fonst die erg succesvol was met 1 gouden en 1 zilveren medaille.

## Medailleoverzicht
| Sport    | Olympiër    | Discipline         | Medaille |
| -------- | ----------- | ------------------ | -------- |
| Schermen | Ramón Fonst | degen (m)          | Goud     |
| Schermen | Ramón Fonst | degen amateurs (m) | Zilver   |

## Resultaten per onderdeel

### Schermen
De enige Cubaan op de Spelen, Ramón Fonst, won bij het onderdeel degen. Daarnaast deed hij mee aan een speciaal toernooi waarin de vier beste amateurs tegen de vier beste profs streden. Hij won van alle zes tegenstanders, verloor één wedstrijd en behaalde zilver.
| Olympiër    | Discipline         | Resultaat | Prestatie                                                                                        |
| ----------- | ------------------ | --------- | ------------------------------------------------------------------------------------------------ |
| Ramón Fonst | degen (m)          | Goud      | 1ste ronde groep 4: 1ste kwartfinale 4: 3de halve finale 3: 3de finale: 1ste met 4 overwinningen |
| Ramón Fonst | degen amateurs (m) | Zilver    |                                                                                                  |

Argentinië · Australië · België · Bohemen · Brits-Indië · Canada · Cuba · Denemarken · Duitsland · Frankrijk · Griekenland · Groot-Brittannië · Haïti · Hongarije · Iran · Italië · Luxemburg · Mexico · Nederland · Noorwegen · Oostenrijk · Peru · Roemenië · Rusland · Spanje · Verenigde Staten · Zweden · Zwitserland · Gemengde teams